# Gunbuster 2
Gunbuster 2 o Diebuster, conocida en Japón como Aim for the Top 2! (トップをねらえ 2!, Toppu o Nerae Tsū!?) es una serie de 6 OVAs realizada por el estudio de animación GAINAX y dirigida por Kazuya Tsurumaki en el año 2004. 
El primer episodio fue emitido el 3 de octubre de 2004, y el episodio final el 14 de agosto de 2006. Existe una película llamada Top wo Nerae! & Top wo Nerae 2! Gattai Gekijouban!! (también conocida como Gunbuster vs Diebuster) que recapitula los finales de las 2 series. Fue estrenada en pantalla grande el 1 de octubre de 2006 en el Tokyo Anime Center's 3D Akiba Theatre.
Es la secuela directa de Top wo Nerae! Gunbuster, aunque está ambientada tiempo después y con personajes totalmente nuevos. Existe una versión Manga serializada por Dragon Age Pure disponible solo en Japón

## Argumento
Todo comienza cuando una chica pueblerina llamada Nono se escapa de casa porque sueña con convertirse en una piloto espacial para defender a la humanidad de los monstruos espaciales que la amenazan. A pesar de las continuas desilusiones, un día Nono conoce a Lal'C, una auténtica Topless, conductora de una Buster Machine (un tipo de robot humanoide) y con ello, se renuevan sus esperanzas de hacer sus sueños realidad.

## Personajes

### Nono
Seiyū: Yukari Fukui
Proveniente de una comunidad rural en el campo de Marte, Nono es una muchacha simple y torpe con un gran sueño: quiere ser piloto espacial. Y no cualquier piloto espacial, sino una Nonoriri. Por supuesto, soñar con ser piloto y convertirse en uno son dos cosas completamente diferentes, como pronto se descubre al llegar a la ciudad. Incluso después de llegar empieza a trabajar de camarera en uno de los bares de la ciudad, Nono tercamente se aferra a sus ideales, a pesar de la reprimenda de su jefe y los clientes habituales del bar. Su persistencia vale la pena, sin embargo, cuando se encuentra con Lal'C Melk Mark, miembro de la Fraternidad de élite y el piloto actual de Buster Machine Dix-Neuf. Es a través de Lal'C (a quien apoda impulsivamente su onee-sama, o hermana mayor) que Nono finalmente encuentra los medios para hacer realidad sus sueños. 
Posee una personalidad burbujeante y un suministro casi infinito de optimismo, Nono parece ser una normal (y torpe) chica de campo. Sin embargo, ella ni siquiera es humana, sino un androide, que no recuerda la razón por la que fue construida (aunque gran parte de su pasado es revelado más adelante en la serie). Ella idolatra Lal'C, a pesar de que esta última se irrita levemente, y hará cualquier cosa por complacerla. 
Nono ha registrado una parte de la historia de Noriko Takaya y Kazumi Amano (Las pilotos de las Buster Machine 1 y 2) en su memoria. La persona que idolatra y en la que quiere convertirse es Noriko Takaya. Debido a su memoria dañada, Nono no puede recordar el nombre real de Noriko y por ende la llama Nonoriri (el origen de su nombre proviene de Noriko ya que cuando muestra el momento en que su padre adoptivo la encuentra ella dice No-no-Ri-ri-Ko). Nono recuerda a Kazumi Amano cuando llama a Lal'C onee-sama (En Gunbuster, Noriko llamaba a Kazumi Amano onee-sama). La última referencia a "Gunbuster" en la memoria de Nono es el eslogan que ha memorizado. "Con las tripas, y el esfuerzo", hablada en japonés. Nono sacrifica su vida en el último episodio con su generador y el resto de las Buster Machine para evitar que "haya un segundo Big Bang" en su batalla culminante con Lal'C y el monstruo espacial, dejando su recuerdo en forma de un Origami mal hecho en forma de grulla.

### Lal'C Melk Mal (Lark Melk Mal)
Seiyū: Maaya Sakamoto
Es la titular actual con puntuación más alta entre los Topless, Lal'C, junto con otros pilotos Nicola y Tycho, es parte de la denominada Idol Team (pilotos con índices de poder excepcionalmente alta). También es el piloto actual de la Buster Machine Dix-Neuf, la máquina más antigua todavía en funcionamiento buster. Apodada "princesa" por sus compañeros de equipo, Lal'C es exteriormente fresca y segura de sí misma, rasgos que atraen la admiración de Nono hacia ella, muy a su disgusto inicial. Es que ayuda a inducir Nono (con alguna ayuda indirecta de Nicola) en la Fraternidad como un "miembro auxiliar ', a pesar del hecho de que Nono manifiesta ninguno de los rasgos asociados con ser un Topless. Aunque en un principio se molestó por el héroe de culto de Nono a ella, Lal'C gradualmente se acostumbra a su compañía, hasta el punto donde se puede hablar de cosas que normalmente no lo dice a nadie. Ella siente un cierto potencial en Nono, y admira la actitud de ella. En el final, que es uno de los muchos habitantes de la tierra para dar la bienvenida Noriko Takaya y Kazumi Amano y presumiblemente la grulla mal hecha de Nono es para Noriko.

### Nicola Vacheron
Seiyū: Mitsuo Iwata
El único Topless varón del Idol Team, Nicola es el piloto de la Buster Machine Vingt-Sep y, antes de la inclusión de Lal'C en las filas del Topless, fue considerado uno de los Topless más poderoso de su generación. Él es la inspiración Lal'C (en la medida de lo Lal'C es la inspiración de Nono), y parece haber una relación con ella, aunque es discutible que sea de naturaleza romántica o no. Él está interesado en Nono y ve potencial en ella para ser piloto, a pesar del hecho de que Nono no ha manifestado ningún tipo de reacción Topless (algo que, según su cuidador Casio, no puede ser posible en los seres artificiales), y secretamente ayuda a Nono unirse a la Fraternidad bajo la premisa de ser un miembro "auxiliar". Considerado como "antiguo" entre los actuales Topless (como él se acerca a la adolescencia tardía), Nicola ya está teniendo dificultades para manifestar las Exotic Maneuvers necesarias para alimentar su máquina. Como tal, parece ser que busca una manera de extender su «tiempo» como Topless, hasta el punto de unirse a las Serpentine Twins y actuar como vigilante sobre las actividades de Nono. Él acaba perdiendo su habilidad para pilotar la Buster Machine y se convierte en un teniente en el imperio. Su destino en el episodio final se desconoce.

### Tycho Science
Seiyū: Miyuki Sawashiro
El último miembro del Idol Team, Tycho es temeraria, impulsiva y totalmente determinada (por lo menos al principio) que desde hace mucho tiempo intenta superar el récord de Lal'C, viendo como una oportunidad para limpiar la mirada con aire satisfecho normalmente de la faz de "la Profesora de compañía" (otro de los apodos de Lal'C entre los miembros de la Fraternidad). Ella tiene una pobre opinión de Topless en general (a pesar de que ella misma es una Topless) debido a un acontecimiento en su infancia, donde a pesar de sus poderes, ella era incapaz de curar la enfermedad de un amigo cercano, y está molesta por constantes intentos de Nono probarse a sí misma digna de convertirse en piloto. Irónicamente, es Nono que más tarde le ayuda a cambiar su forma de pensar para bien. Si bien no es exteriormente implícita, los dos se hacen amigas, aunque no en el mismo nivel que Nono y Lal'C. Inicialmente es piloto del Buster Machine No.66: Soixante-Seis, pero se destruye cuando (en contra de sus órdenes iniciales) lo usa para atacar impulsivamente el Expreso Júpiter (una nube masiva de monstruos del espacio que vagaban por el espacio entre Júpiter y Saturno). Después de un período de dudas, ella es capaz de despertar la Buster Machine Quatre-Vingt-Dix, y los restos de su máquina para el resto de la serie. En el final, Tycho se convierte en una emisario de la Tierra y viaja a diferentes sistemas. Ella no estuvo presente durante la vuelta a casa de Noriko y Kazumi.

### Casio Takashiro
Seiyū: Takumi Yamazaki
El único miembro adulto del "Idol Team", Casio es su tutor legal, técnico, y hombre de confianza en uno. Un ex Topless a sí mismo (él era piloto del Dix-Neuf antes de Lal'C), Casio posee un profundo conocimiento del funcionamiento de las Buster Machine, así como las personas obligadas a ser sus pilotos. Eso es parte de por qué fue uno de los primeros en expresar sus dudas sobre la afirmación de Nicola que Nono tenía el potencial para convertirse en una piloto. A pesar de su desconfianza inicial, sin embargo, se une para dar la bienvenida Lal'C Nono en su "equipo". A pesar de ser un bromista, Casio puede ser sorprendentemente grave cuando la situación lo merece. Secretamente anhela ser piloto de una Buster Machine de nuevo, pero se ha resignado al hecho de que sólo puede estar cerca de ellos, debido a su avanzada edad. Él es consciente de las actividades de la sombra de las Serpentine Twins, pero no los detalles exactos de su pequeño proyecto. La suerte de Casio en el final de la serie es desconocida, pero se supone que sigue siendo un ingeniero en el imperio.

### Pacica Peska Pelcicum
Seiyū: Shizuka Itō

## Buster Machines
- Buster Machine No. 19: Dix-Neuf

La más antigua Buster Machine aún en servicio activo, su nombre significa literalmente "diecinueve" en francés. Es piloteado por Lal'C. Su apariencia se asemeja a un Bosozoku; luciendo una gabardina larga y oscura que cubre su cuerpo musculoso. Tiene una enorme cicatriz roja a través de su pecho y abdomen, y uno artificial de metal el brazo izquierdo. Dix-Neuf tiene un modo de crucero en el que se asemeja a un cohete espacial enorme. Su amplia gama de armamento incluye un dedo lleno de ametralladoras, el Gator Buster (una motosierra en mano / arma nudillo aumentada por los cohetes antebrazo derecho), Buster Beam, Buster Might (que se encuentra en su antebrazo izquierdo), y Burning Wall (micro -misiles almacenados en la capa interna de su escudo) para nombrar algunos. Cuando su piel es removida, es una enorme estatua de oni (demonio japonés) con los ojos rojos y cuernos en llamas se revela en su espalda que es capaz de utilizar haz de los ojos. Su pelaje también puede transformarse en un cañón láser de gran tamaño. También tiene la habilidad de teletransportarse a donde Lal'C quiera cuando se quita el sello de los TopLess.
- Buster Machine No. 27: Vingt-Sept

Buster Machine de Nicola, Vingt-Sept es una máquina un tanto desgarbado aspecto deportivo con alas extendidas que puede ser usado como un par de brazos secundarios, lo que probablemente ayudará a ampliar el alcance y efecto de los usos realidad-flexión de las Exotic Maneuvers de Nicola. Tiene la capacidad de crear distorsiones de la realidad que se puede utilizar para manipular los objetos a su alrededor y utilizarlos como armas ofensivas, aparte de decir que tiene dos espadas para cortar a través del enemigo. Diseñado principalmente para el movimiento rápido y combate cuerpo a cuerpo, Vingt-Sept es la luz de los ataques a distancia, confiando en cambio en el control remoto de detonación "minas", como se evidencia en la batalla contra el Express Jupiter. Su nombre significa "veintisiete" en francés.
- Buster Machine No. 90: Quatre-Vingt-Dix

Buster Machine final de Tycho, Quatre-Vingt-Dix es el más nuevo modelo que se salió de las fábricas en más de una década. Delgada y femenina en su apariencia (incluso luciendo un color rosa y pintura blanca ), Quatre-Vingt-Dix parece estar diseñada como una unidad de largo alcance de apoyo, ya que la mayoría de los ataques, lo muestra en la serie parecía ser a distancia (así que afecta a amplias zonas) en la naturaleza. Es famoso por su Buster Smash, un ataque de área amplia de tenis de inspiración capaz de congelar una gran cantidad de opositores al instante a un billón de grados bajo cero. Su nombre significa "noventa" en francés.
- Buster Machine No. 7

Aunque aludió a través de la serie, en el cuarto episodio, se revela que Nono es en realidad una Buster Machine. Insinuaciones sobre esto incluía la Inazuma Kick de Nono en el primer episodio, su relación con las Buster Machine que destacó el poder de Dix-Neuf en el segundo episodio, el despertar de Quatre-Vingt-Dix en el tercer episodio, así como la sensación ominosa del verdadero monstruo espacial que la Fraternidad confundió con una Buster Machine Extranjera, y las Serpentine Sisters pensaban que era una Topless exótica (que lo que realmente es, ya que son una evolución de los Topless para llevar a la humanidad más cerca de Monstruos del Espacio convirtiéndose en el nuevo "glóbulo blanco" para la galaxia.) Nono es formidable, con la capacidad de deformación de forma casi instantánea utilizando la singularidad integrada en ella. El uso de tres lentes especiales en la parte posterior de sus manos y su pecho, que puede absorber explosiones de energía. Sobre sus piernas están seis bancos de láseres similares a las utilizadas en la antigua Exelion, así como propulsores adicionales. Por último, puede disparar un Buster Beam, o su interpretación de una maniobra de corte en lonchas, donde ella tiene el poder para cortar una luna por la mitad. Por no hablar de la posibilidad de crear una multitud de micro agujeros negros. Sin embargo, su mayor habilidad es controlar lo que se conoce en la serie como "Monstruos del Espacio", que son en realidad las unidades de la Buster Corps construida para proteger al sistema solar de los verdaderos monstruos del espacio. 
- Diebuster

Es la combinación más grande de la Buster Machine a la fecha. Se trata de una versión gigantesca del Buster Machine No.7, aunque el equipo tiene un gran parecido con el uniforme legado del Escuadrón Top de Gunbuster. Es comparable en tamaño a la Tierra. En esta forma, Nono se encuentra en la cresta grande sobre el frente de la máquina, que se asemeja a la insignia de la flota espacial de Gunbuster. Ella muere en el episodio final cuando se usa su singularidad (o generador) para deformar el Agujero Negro a en su batalla con Dix-Neuf y Lal'C y el monstruo espacial final.

## Episodios
1. ¡Por favor, déjame llamarte onee-sama! (お姉さまと呼ばせてください!?)
2. ¡No me llames onee-sama! (お姉さまなんかになりたくない!?)
3. ¡Odio a los Topless! (トップレスなんて大嫌い!?)
4. ¡Resurrección! ¡La Buster Machine legendaria! (復活! 伝説のバスターマシン!?)
5. La que mueve planetas (星を動かすもの?)
6. La historia de tu vida (あなたの人生の物語?)

- Datos: Q1072575